# Eudendrium generale
Eudendrium generale är en nässeldjursart som beskrevs av Lendenfeld 1885. Eudendrium generale ingår i släktet Eudendrium och familjen Eudendriidae. Inga underarter finns listade i Catalogue of Life.